# Kong: Skull Island
Kong: Skull Island är en amerikansk monsterfilm från 2017, regisserad av Jordan Vogt-Roberts och skriven av Dan Gilroy, Max Borenstein och Derek Connolly, efter en idé av John Gatins. Filmen är en reboot av King Kong och är den andra filmen från Legendary Pictures MonsterVerse-franchise, efter föregångaren Godzilla från 2014. I filmen medverkar skådespelarna Tom Hiddleston, Samuel L. Jackson, John Goodman, Brie Larson, Jing Tian, John Ortiz, Terry Notary och John C. Reilly.
Filmen hade världspremiär i London den 28 februari 2017 och biopremiär i USA och Sverige den 10 mars samma år.
På Oscarsgalan 2018 nominerades filmen för bästa specialeffekter men den förlorade mot Blade Runner 2049.

## Rollista
- Tom Hiddleston – Kapten James Conrad
- Samuel L. Jackson – Överste Preston Packard
- John Goodman – William "Bill" Randa
- Brie Larson – Mason Weaver
- John C. Reilly – Löjtnant Hank Marlow
- Jing Tian – San Lin
- Toby Kebbell – Major Jack Chapman
- John Ortiz – Victor Nieves
- Corey Hawkins – Houston Brooks
- Jason Mitchell – Glenn Mills
- Shea Whigham – Earl Cole
- Thomas Mann – Reg Slivko
- Eugene Cordero – Reles
- Terry Notary – Kong (motion capture)
- Marc Evan Jackson – Steve Woodward
- Thomas Middleditch – Jerry (röst)
- Richard Jenkins – Senator Willis
- MIYAVI – Gunpei Ikari

## Mottagande
Kong: Skull Island möttes mestadels av positiva recensioner av kritiker. På Rotten Tomatoes har filmen ett medelbetyg på 76%, baserad på 285 recensioner, och ett genomsnittsbetyg på 6,5 av 10. På Metacritic har filmen genomsnittsbetyget 62 av 100, baserad på 49 recensioner.